# Daisy y Violeta Hilton
Daisy y Violet Hilton (Brighton, Inglaterra, 5 de febrero de 1908 - Charlotte, Estados Unidos, 4 de enero de 1969) fueron gemelas siamesas pigópagas, actrices ocasionales y músicos en el espectáculo circense ambulante. Fueron el primer caso bien documentado de siameses nacidos en el Reino Unido, que sobrevivieron a la infancia.

## Biografía
Nacieron en Brighton, producto de un amorío efímero de su madre Kate Skinner, quien las rechazó al momento de nacer, pero su partera, Mary Hilton las compró a su madre y les brindó su apellido.Nacieron como gemelas siamesas pigópagas compartiendo su pelvis, nalgas y circulación sanguínea. En el tiempo que nacieron no existían ni los conocimientos médicos ni la forma de separarlas quirúrgicamente, aunque la Sussex Medical Society consideró separarlas pero, por el riesgo de que una de ellas falleciera, no prosperó la iniciativa. Hilton, quien no tenía buena situación económica para la manutención de las gemelas decidió ponerlas en exhibición y cobrar por ello en la Roses's Royal Midgets Fame presentándolas como fenómenos junto a otras personas que eran rarezas biológicas en vida. Aprendieron a tocar el saxofón.

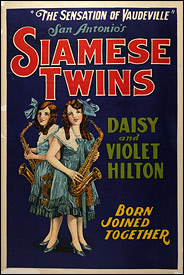
Afiche promocional de un espectáculo de teatro de Daisy y Violeta Hilton (circa 1920)

Fueron llevadas en una gira a Australia donde hicieron una fortuna y la hija de Mary, Edith Hilton, conoció y se casó con un vendedor feriante llamado Myer Myers. Hilton falleció en ese país, testando la fortuna a las gemelas, entonces las hermanas fueron adoptadas por el nuevo matrimonio. Los Myers llevaron a las gemelas a los Estados Unidos, donde fueron representadas por el agente de espectáculos William Oliver, en una gira circense en la década de los años 20, causando gran expectación. Tanto los Myers como la gemelas se radicaron en San Antonio.
Para 1931, los escándalos se presentaron y salieron a la luz pública pruebas de que el agente abusaba de ellas; de hecho, la esposa de Oliver pidió el divorcio. De paso, los Myers fueron acusados de lucro indebido al exponer a las gemelas a situaciones de sobreexposición.
Las gemelas, asesoradas legalmente, pidieron la anulación de la tutoría de los Myers, desvinculándose del matrimonio y pudiendo conservar su casa en San Antonio. Ese año, las gemelas pasaron a ser ciudadanas estadounidenses y pasaron a ser sus propias agentes, volviendo al espectáculo circense, su única forma de ganarse la vida. 
En 1932, aparecieron en la película Freaks. En 1933 una de las gemelas, Violeta, se enamoró del músico Maurice L. Lambert e insistió en casarse con él. Pero, ningún estado quiso legalizar la boda, aduciendo motivos morales, religiosos e incluso supersticiosos; sin embargo, en Nueva York logró expedirse la licencia de matrimonio en 1936. Daisy se casó en 1950. Ambos matrimonios fueron breves.
En 1951, aparecieron en la película Chained for Life, que fue un rotundo fracaso de taquilla, y las gemelas consumieron toda su fortuna. Intentaron levantar un negocio de Hot Dogs, pero no tuvieron suerte al ser boicoteadas por gente del medio que las acusó maliciosamente de "monstruos". Para 1960, quedaron en la indigencia más absoluta, víctimas de personas sin escrúpulos que les arrebataron su dinero. Fueron amparadas por un gerente de tienda de comestibles que las empleó como revisadoras de envases; vivían en un pequeño remolque. El 4 de enero de 1969, fueron afectadas por la gripe de Hong Kong y fallecieron sin oportunidad de asistencia médica en su remolque.